# Burt Reynolds

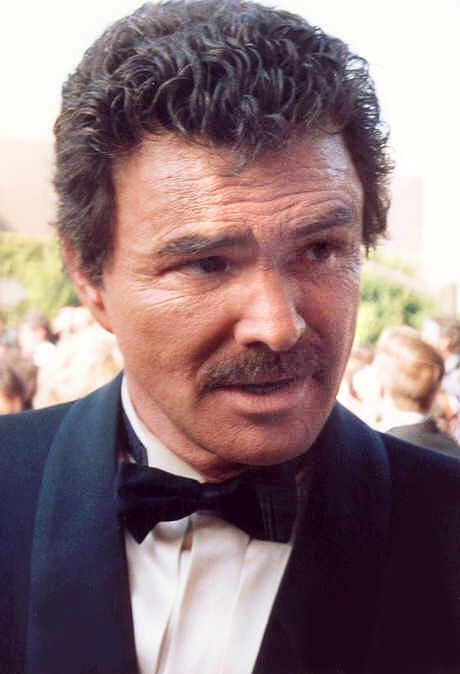
Burt Reynolds, 1991

Burton Leon Milo „Burt“ Reynolds (* 11. Februar 1936 in Lansing, Michigan; † 6. September 2018 in Jupiter, Florida) war ein US-amerikanischer Schauspieler. Eine seiner bekanntesten Rollen war die Figur des Lewis Medlock in dem Film Beim Sterben ist jeder der Erste (Deliverance) von 1972.

## Leben und Werk

### Frühes Leben und Anfänge
Burt Reynolds hatte väterlicherseits irische Vorfahren. Seine Großmutter väterlicherseits war Cherokee. Seine Vorfahren mütterlicherseits waren hauptsächlich Italiener. Seine Eltern waren Burton Milo Reynolds (1906–2002), Polizeichef in Riviera Beach, und Harriette Fernette („Fern“) Reynolds (geb. Miller; 1902–1992).
Der 1,80 Meter große Reynolds erhielt ein College-Football-Stipendium der Florida State University, an der er in ein All-Star-Team gewählt wurde. Nach einer Knieverletzung 1955 und einem Autounfall, der seine körperliche Verfassung noch mehr beeinträchtigte, wechselte Reynolds vom Sport zur Schauspielerei und gewann 1956 den Florida State Drama Award. Zwar blieb die Footballmannschaft der Baltimore Colts weiterhin daran interessiert, ihn als Spieler zu verpflichten, doch Reynolds spielte niemals als Profi.
Reynolds gewann ein Schauspielstipendium am Hyde Park Playhouse und zog nach New York. Er hatte kurze Engagements als Stuntman für das Fernsehen, bevor man durch den Film Mister Roberts auf ihn aufmerksam wurde und er einen Vertrag als Schauspieler beim Fernsehen erhielt. Sein Broadwaydebüt gab er in dem Theaterstück Look, We’ve Come Through.

### Schauspielkarriere
Seinen ersten Fernsehauftritt hatte er in der Fernsehserie Riverboat und seine erste Filmrolle 1961 in Angel Baby. Bis in die frühen 1970er Jahre war Reynolds in zahlreichen TV-Rollen zu sehen, dann gelang ihm 1972 mit Beim Sterben ist jeder der Erste der Durchbruch als Filmdarsteller. John Boormans düsteres Actiondrama, in dem eine Gruppe abenteuerlustiger Großstädter eine Kanutour unternimmt, die zum Alptraum wird, avancierte zum Klassiker. Beim Sterben ist jeder der Erste war bei Kritik und Publikum sehr erfolgreich und gilt allgemein als Reynolds’ bester Film. In den frühen 1970er Jahren war Reynolds auch für die Rolle des James Bond im Gespräch.
Noch berühmter wurde Reynolds, als er 1972 für die Aprilausgabe des Cosmopolitan nackt posierte. Reynolds lag lässig auf einem Bärenfell und bedeckte seine intimeren Körperteile mit seinem linken Arm. Das Foto gilt als das erste Ausklappfoto (Centerfold) eines nackten Mannes, wurde weltweit bekannt und ließ die Zahl seiner Bewunderinnen nach oben schnellen. Als charmanter und schlagfertiger Talkshow-Gast im amerikanischen Fernsehen festigte Reynolds seinen Ruhm, er avancierte zum Sexsymbol und Top-Star. In einem Interview zu seinem 80. Geburtstag bereute er mehrere seiner Taten in jungen Jahren, darunter auch den Nacktauftritt. Es habe seiner Karriere nichts gebracht.
Seit Mitte der 1960er Jahre war Reynolds auch als Regisseur tätig. 1966 trat er erstmals als solcher in Erscheinung und inszenierte eine Folge der Serie Hawk, in der er auch selbst die Hauptrolle spielte. Ab 1976 folgten einige Spielfilme, darunter der 1985 gedrehte Sie nannten ihn Stick. Anschließend führte er Regie bei unterschiedlichen Fernsehproduktionen, so drehte er in den Jahren 1990 bis 1994 mehr als 30 Folgen der Serie Daddy schafft uns alle. Der Kinofilm Letzte Ausfahrt Hollywood im Jahr 2000 war seine letzte Produktion als Regisseur.

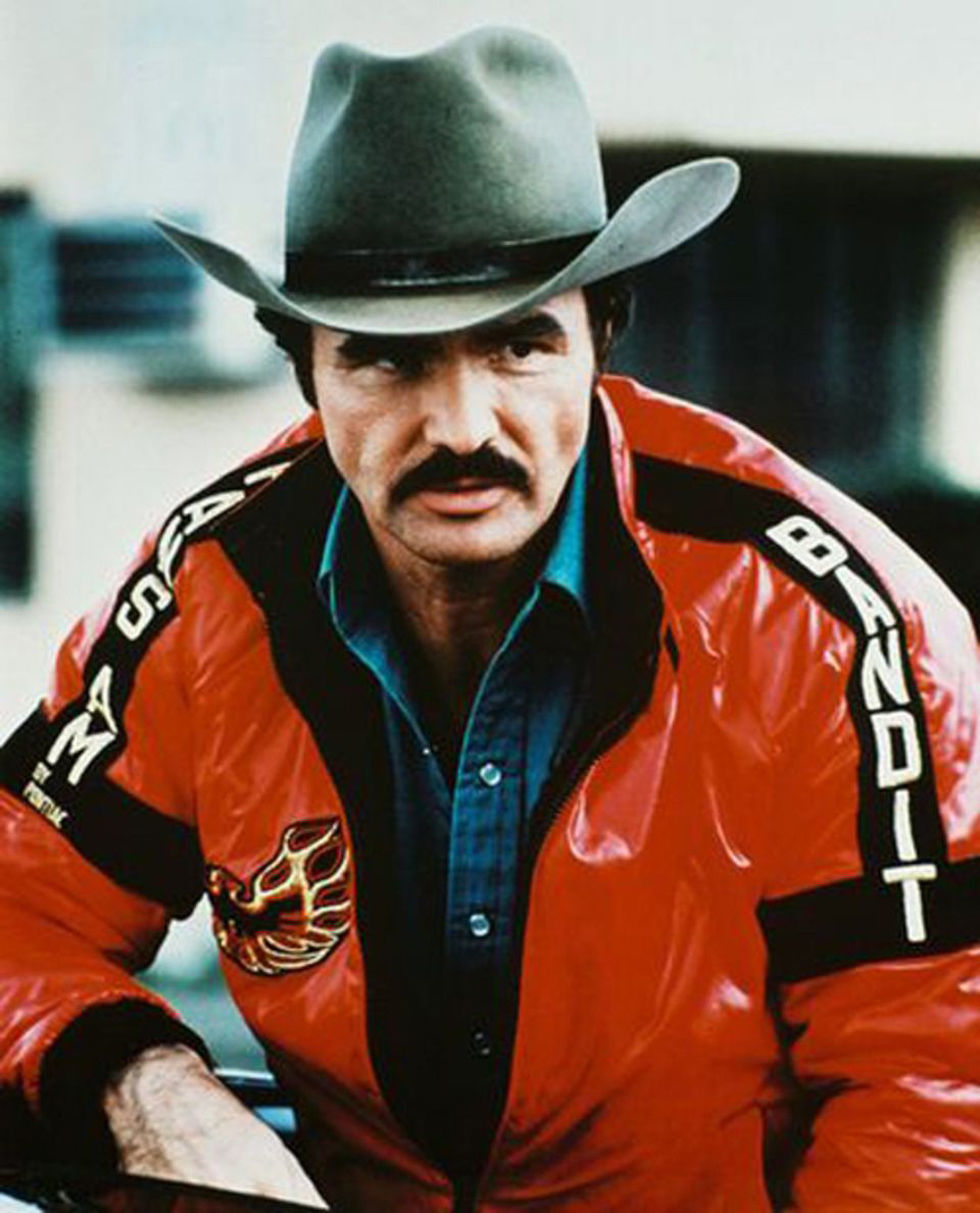
Burt Reynolds, 1976

Ab Mitte der 1970er Jahre verlegte er sich mit großem Erfolg auf Actionkomödien wie Ein ausgekochtes Schlitzohr (1977) oder Auf dem Highway ist die Hölle los (1981), in denen er über die amerikanischen Highways raste. Mit diesen Filmen, in denen der schnauzbärtige Darsteller das Image des selbstironischen Abenteurers und modernen Outlaws pflegte, etablierte sich Reynolds als einer der zugkräftigsten und – mit vier bis fünf Millionen Dollar pro Film – bestbezahlten Stars seiner Zeit. Sein Image hatte sich allerdings so sehr verfestigt, dass ihn das Publikum in inhaltlich ambitionierteren Filmen wie Auf ein Neues (1979) nicht als Darsteller akzeptierte, weshalb Reynolds bis Mitte der 1980er Jahre vor allem Fortsetzungen seiner Erfolgsfilme drehte. Quigley Publications listete ihn zwischen 1978 und 1982 als kommerziell erfolgreichsten Filmschauspieler. Reynolds ist damit neben Bing Crosby der einzige Schauspieler, dem es gelungen ist, diesen Status fünf Jahre in Folge zu halten. 1976 hatte Reynolds in Mel Brooks’ Stummfilmkomödie Silent Movie einen Cameo-Auftritt und parodierte sich selbst als eitlen Superstar.
1984 kam es zur Zusammenarbeit mit einem anderen der größten Kassenmagneten Hollywoods der 1970er und frühen 1980er Jahre: Clint Eastwood und Reynolds gaben in City Heat – Der Bulle und der Schnüffler den „Bullen“ und den „Schnüffler“. Eastwood erhielt für seine Rolle die Rekordgage von fünf Millionen US-Dollar und das begehrte First Billing, Reynolds musste sich mit einer Gage von vier Millionen US-Dollar begnügen. Während der Dreharbeiten erlitt Reynolds einen komplizierten Kieferbruch, wodurch er für kurze Zeit von Schmerztabletten abhängig wurde.
Seine Hollywoodkarriere kam ins Stocken. Reynolds konnte nicht mehr an seine früheren Erfolge anknüpfen, zumal er altersbedingt in seinem bekannten Rollenfach kaum noch einsetzbar war und sich mittlerweile jüngere Stars wie Mel Gibson oder Tom Cruise etabliert hatten. Anders als zum Beispiel Clint Eastwood oder Sean Connery gelang es Reynolds auch nicht, sich in Charakterrollen zu profilieren, die seinem Alter angemessen gewesen wären, weshalb seine Filme ab 1985 kaum noch Publikum fanden. Schließlich kehrte der Darsteller zum Fernsehen zurück: Während der ersten Hälfte der 1990er Jahre war Reynolds Star der CBS-Serie Daddy schafft uns alle, für die er 1991 einen Emmy als Hauptdarsteller im Bereich Comedy und einen Golden Globe gewann.
Im Kino spielte er seit den späten 1980er Jahren überwiegend in Produktionen der B-Kategorie. In aufwendigeren Kinofilmen übernahm er gelegentlich Nebenrollen, die allerdings nur selten Beachtung fanden – eine Ausnahme bildete seine Darstellung eines Pornofilmproduzenten in Boogie Nights aus dem Jahr 1997, die ihm eine Oscar-Nominierung als bester Nebendarsteller und einen Golden Globe einbrachte. Reynolds spielte eine Nebenrolle im dritten Teil des Actionspiels Saints Row. Er hat auf dem Hollywood Walk of Fame einen Stern.

### Privatleben

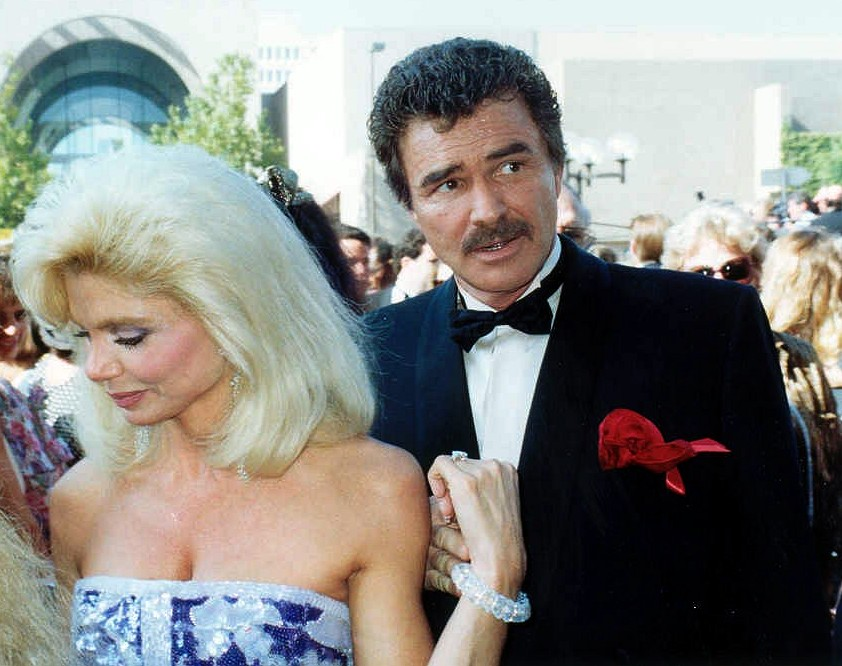
Loni Anderson und Burt Reynolds, 1991

Reynolds war von 1963 bis 1965 mit der Schauspielerin Judy Carne und von 1988 bis 1994 mit der Schauspielerin Loni Anderson verheiratet, mit der er 1988 einen Jungen adoptierte. Weitere Beziehungen hatte er mit Sally Field, Tennisstar Chris Evert und Dinah Shore. Seine Scheidung von Loni Anderson wurde zu einer Schlammschlacht und ging durch die Medien.
Nachdem es ab Mitte der 1980er Jahre mit seiner Karriere steil bergab gegangen war, musste Reynolds 1996 Konkurs anmelden; er hatte zehn Millionen US-Dollar Schulden. Im selben Jahr gelang ihm jedoch mit dem Film Striptease ein Comeback. Im Jahr 2000 ging er mit seiner Burt Reynolds’ One-Man Show auf Tournee. Seine Autobiografie mit dem Titel My Life wurde 1994 veröffentlicht. 2011 hatte Reynolds erneut Schulden angehäuft und die Hypothekenrate für sein Haus in Florida seit September 2010 nicht mehr bezahlt. Deshalb wurde vom Darlehensgeber im August 2011 eine Zwangsvollstreckung seines Hauses in Florida beantragt.
In North Palm Beach  betrieb er das Burt Reynolds Institute for Film and Theatre.
Reynolds starb am 6. September 2018 im Alter von 82 Jahren an den Folgen eines Herzinfarkts. Seine Asche wurde auf dem Hollywood Forever Cemetery beigesetzt.

## Filmografie (Auswahl)

### Spielfilme
- 1961: Angel Baby
- 1961: Panzer nach vorn (Armored Command)
- 1965: Operation C.I.A.
- 1966: Kopfgeld: Ein Dollar (Navajo Joe)
- 1968: Auf der Jagd nach dem verlorenen Gold (Impasse)
- 1969: 100 Gewehre (100 Rifles)
- 1969: Sam Whiskey
- 1969: Outsider (Shark!)
- 1970: Abenteuer In Neuguinea (Skullduggery)
- 1972: Auf leisen Sohlen kommt der Tod (Fuzz)
- 1972: Beim Sterben ist jeder der Erste (Deliverance)
- 1972: Was Sie schon immer über Sex wissen wollten, aber bisher nicht zu fragen wagten (Everything You Always Wanted to Know About Sex, But Were Afraid to Ask)
- 1973: Der Spürhund (Shamus)
- 1973: Der Tiger hetzt die Meute (White Lightning)
- 1973: Der Mann, der die Katzen tanzen ließ (The Man Who Loved Cat Dancing)
- 1974: Die härteste Meile (The Longest Yard)
- 1975: At Long Last Love
- 1975: Ein Supertyp haut auf die Pauke (W.W. And The Dixie Dancekings)
- 1975: Straßen der Nacht (Hustle)
- 1975: Abenteurer auf der Lucky Lady (Lucky Lady)
- 1976: Mel Brooks’ letzte Verrücktheit: Silent Movie (Silent Movie)
- 1976: Mein Name ist Gator (Gator)
- 1976: Nickelodeon
- 1977: Ein ausgekochtes Schlitzohr (Smokey and the Bandit)
- 1977: Zwei ausgebuffte Profis (Semi-Tough) – Regie: Michael Ritchie
- 1978: Nobody Is Perfect (The End)
- 1978: Um Kopf und Kragen (Hooper)
- 1979: Auf ein Neues (Starting Over)
- 1980: Der Löwe zeigt die Krallen (Rough Cut)
- 1980: Das ausgekochte Schlitzohr ist wieder auf Achse (Smokey and the Bandit II)
- 1981: Auf dem Highway ist die Hölle los (The Cannonball Run)
- 1981: Ich brauche einen Erben (Paternity)
- 1981: Sharky und seine Profis (Sharky’s Machine)
- 1982: Das schönste Freudenhaus in Texas (The Best Little Whorehouse in Texas)
- 1982: Zwei dicke Freunde (Best Friends)
- 1983: Das ausgekochte Schlitzohr III (Smokey and the Bandit Part 3)
- 1983: Der rasende Gockel (Stroker Ace)
- 1983: Frauen waren sein Hobby (The Man Who Loved Women)
- 1984: Auf dem Highway ist wieder die Hölle los (The Cannonball Run II)
- 1984: City Heat – Der Bulle und der Schnüffler (City Heat)
- 1985: Sie nannten ihn Stick (Stick)
- 1986: Uphill All The Way
- 1986: Heat
- 1987: Malone
- 1987: Rent-a-Cop
- 1988: Eine Frau steht ihren Mann (Switching Channels)
- 1989: Die Anwältin (Physical Evidence)
- 1989: Die Traumtänzer (Breaking In)
- 1989: Charlie – Alle Hunde kommen in den Himmel (All Dogs Go To Heaven, Stimme)
- 1990: Love Games (Modern Love)
- 1993: Ein Cop und ein Halber (Cop and ½)
- 1995: Der Psychopath (The Maddening)
- 1996: Frankenstein And Me
- 1996: Baby Business (Citizen Ruth)
- 1996: Striptease
- 1996: Bullet Point (Mad Dog Time)
- 1996: Raven
- 1997: Wally Sparks – König des schlechten Geschmacks (Meet Wally Sparks)
- 1997: Bean – Der ultimative Katastrophenfilm (Bean – The Movie)
- 1997: Boogie Nights
- 1997: Big City Blues
- 1998: Crazy Six
- 1999: Im Mond des Jägers (The Hunter’s Moon)
- 1998: Waterproof
- 1999: Pups
- 1999: Stringer
- 1999: Mystery – New York: Ein Spiel um die Ehre (Mystery Alaska)
- 2000: Second Chance – Alles wird gut (The Crew)
- 2000: Letzte Ausfahrt Hollywood (The Last Producer)
- 2001: Driven
- 2001: Verführe mich! (Tempted)
- 2001: Hotel
- 2001: Der Himmel von Hollywood (The Hollywood Sign)
- 2001: Auf Herz und Nieren
- 2002: Snapshots
- 2002: Miss Lettie and Me
- 2002: Time of the Wolf
- 2003: The Librarians
- 2004: Trouble ohne Paddel (Without a Paddle)
- 2005: Spiel ohne Regeln (The Longest Yard)
- 2005: Ein Duke kommt selten allein (The Dukes of Hazzard)
- 2006: Cloud 9
- 2006: End Game
- 2006: Death of a Salesman – Biff & Happy (Kurzfilm der Florida State University, nur Regie)
- 2006: Forget About It
- 2006: Verbraten und Verkauft (Grilled)
- 2006: Broken Bridges
- 2007: Schwerter des Königs – Dungeon Siege (In the Name of the King: A Dungeon Siege Tale)
- 2007: Randy and the Mob
- 2008: All in – Alles oder nichts (Deal)
- 2008: Delgo (Stimme)
- 2008: A Bunch of Amateurs
- 2011: Not Another Not Another Movie
- 2014: Category 5
- 2015: For Sale – Haus mit Pool und Leiche (Pocket Listing)
- 2017: Apple of My Eye
- 2017: Die Reise seines Lebens (The Last Movie Star)
- 2017: Miami Love Affair
- 2017: Henri – For the Sake of Love and Justice
- 2018: Shadow Fighter
- 2021: Defining Moments (gefilmt 2017)

### Fernsehen

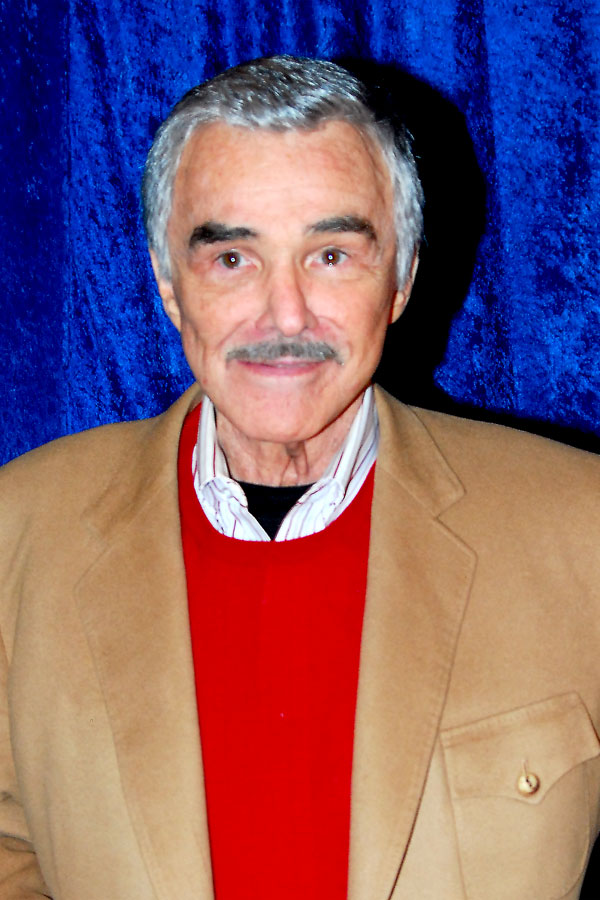
Burt Reynolds, 2011

- 1959: Dezernat M (M Squad, Folge The Teacher)
- 1959: Schlitz Playhouse Of Stars (Folge You Can’t Win ’Em All)
- 1959: The Lawless Years (Folge The Payoff)
- 1959–1960: Riverboat (21 Folgen)
- 1960: Playhouse 90 (Folgen The Velvet Alley und Alas, Babylon)
- 1960: Johnny Ringo (Folge The Stranger)
- 1960: Alfred Hitchcock präsentiert (Alfred Hitchcock presents, Folge Escape To Sonoita)
- 1960: Lock Up (Folge The Case Of Alexis George)
- 1960–1961: The Blue Angels (Folgen Fire Flight und Powder Puff Pilot)
- 1960–1961: The Aquanauts (Folgen The Big Swim und The Kidnap Adventure)
- 1961: Ein Fall für Michael Shayne (Michael Shayne, 1 Folge)
- 1961: Abenteuer im wilden Westen (Zane Grey Theater, Folge Man From Everywhere)
- 1961: The Brothers Brannagan (Folge Bordertown)
- 1961: Naked City (Folge Requiem For A Sunday Afternoon)
- 1961–1962: Gleitbootpatrouille (Everglades, Folgen Greed of The Glades und Friday’s Children)
- 1962: Route 66 (Folge Love Is A Skinny Kid)
- 1962: Perry Mason (Folge The Case Of The Counterfeit Crank)
- 1962–1965: Rauchende Colts (Gunsmoke, 50 Folgen)
- 1963: Unglaubliche Geschichten (The Twilight Zone, Folge The Bard)
- 1965: Branded (Folge Now Join The Human Race)
- 1965: Flipper (Folgen Dolphin In Pursuit Part 1 und Dolphin In Pursuit Part 2)
- 1965: 12 O’Clock High (Folgen Show Me A Hero, I’ll Show You A Bum und The Jones Boys)
- 1965–1968: The F.B.I. (Folgen All The Streets Are Silent und Act Of Violence)
- 1966: Hawk (17 Folgen)
- 1967: Gentle Ben (Folge Voice From The Wilderness)
- 1968: Fade-In
- 1968: Premiere (Folge Lassiter)
- 1970: Double Jeopardy
- 1970: Love, American Style (Folge Love and the Banned Book/Love and the First Nighters/Love and the King)
- 1970: Die Jagd beginnt (Hunters Are For Killing)
- 1970: Der Mörder meines Bruders (Run, Simon, Run)
- 1970–1971: Dan Oakland (26 Folgen)
- 1981–2010: Entertainment Tonight
- 1986: Golden Girls (Folge Die Damen der Nacht/Ladies Of The Evening)
- 1986: Shattered If Your Kid’s On Drugs
- 1987–1991: Mein Vater ist ein Außerirdischer (Out Of This World, nur Stimme)
- 1989–1990: B.L. Stryker (12 Folgen, davon 3 Folgen Regie, auch Ausführender Produzent)
- 1990–1994: Daddy schafft uns alle (80 Folgen, davon 34 Folgen Regie, 1 Folge Ausführender Produzent, 3 Folgen Storyvorlage)
- 1993: Wind In The Wire
- 1993: Unser Coach ist der Beste (The Man From Left Field) (auch Regie und Produktion)
- 1994: The Great Battles of the Civil War (Stimme)
- 1996: The Cherokee Kid
- 1997: Duckman: Private Dick/Family Man (Folge Das Sub, Stimme)
- 1997: King Of The Hill (Folge The Company Man, Stimme)
- 1998: Universal Soldier 2 – Brüder unter Waffen (Universal Soldier II: Brothers in Arms)
- 1998: Universal Soldier 3 – Blutiges Geschäft (Universal Soldier III: Unfinished Business)
- 1998: Logan – Ein Bulle unter Verdacht (Hard Times) (auch Regie und Casting)
- 1999: Logan – Das zweite Gesicht (Hard Time: The Premonition)
- 1999: Logan – Im Hotel des Todes (Hard Time: Hostage Hotel)
- 2000: History vs. Hollywood (3 Folgen)
- 2002: Akte X – Die unheimlichen Fälle des FBI (The X Files, Folge Improbable, dt. Sechs und Neun)
- 2002: Johnson County War
- 2002: Miss Lettie and Me
- 2003: Hard Ground
- 2003–2004: Ed – Der Bowling-Anwalt (Ed, Folgen The Proposal und Pressure Points)
- 2005: King of Queens (The King of Queens, Folge Hi, School)
- 2005: Duck Dodgers (Folge Master & Disaster/All in the Crime Family, Stimme)
- 2006: Freddie (Folge Mother of All Grandfathers)
- 2006–2009: My Name Is Earl (Folge Jump for Joy)
- 2010: Burn Notice (Folge Past & Future Tense)
- 2011: Hollywood’s Top Ten
- 2011: Liebe und andere Hindernisse (Reel Love)
- 2013: Fast N’ Loud (Doppelfolge Gas Monkey Bandit Car)

## Auszeichnungen und Nominierungen
- 1971: Golden-Globe-Nominierung als „Bester Serien-Hauptdarsteller – Drama“ in Dan Oakland
- 1975: Golden-Globe-Nominierung als „Bester Hauptdarsteller – Komödie oder Musical“ in Die härteste Meile
- 1979: People’s Choice Award als „Beliebtester Unterhaltungskünstler“
- 1979: People’s Choice Award als „Beliebtester Filmschauspieler“
- 1980: American Movie Award als „Beliebtester Filmschauspieler“
- 1980: Golden-Globe-Nominierung als „Bester Hauptdarsteller – Komödie oder Musical“ in Auf ein Neues
- 1980: People’s Choice Award als „Beliebtester Filmschauspieler“
- 1982: People’s Choice Award als „Beliebtester Unterhaltungskünstler“
- 1982: People’s Choice Award als „Beliebtester Filmschauspieler“
- 1983: People’s Choice Award als „Beliebtester Unterhaltungskünstler“
- 1983: People’s Choice Award als „Beliebtester Filmschauspieler“
- 1984: Nominierung für die Goldene Himbeere als „Schlechtester Schauspieler“ für Auf dem Highway ist wieder die Hölle los und City Heat
- 1984: People’s Choice Award als „Beliebtester Filmschauspieler“ (zusammen mit Clint Eastwood)
- 1989: Nominierung für die Goldene Himbeere als „Schlechtester Schauspieler“ für Rent-a-Cop und Eine Frau steht ihren Mann
- 1991: Emmy als „Herausragender Hauptdarsteller in einer Comedyserie“ in Daddy schafft uns alle (Evening Shade)
- 1991: Golden-Globe-Nominierung als „Bester Serien-Hauptdarsteller – Komödie oder Musical“ in Daddy schafft uns alle
- 1991: People’s Choice Award als „Beliebtester Darsteller in einer neuen Fernsehserie“
- 1992: Emmy-Nominierung als „Herausragender Hauptdarsteller in einer Comedyserie“ in Daddy schafft uns alle
- 1992: Golden Globe als „Bester Serien-Hauptdarsteller – Komödie oder Musical“ in Daddy schafft uns alle
- 1993: Golden-Globe-Nominierung als „Bester Serien-Hauptdarsteller – Komödie oder Musical“ in Daddy schafft uns alle
- 1994: Goldene Himbeere als „Schlechtester Schauspieler“ in Ein Cop und ein halber
- 1997: Nominierung für die Goldene Himbeere als „Schlechtester Nebendarsteller“ für Striptease
- 1997: Goldene Himbeere als „Schlechtestes Leinwandpaar“ in Striptease (zusammen mit Demi Moore)
- 1998: Oscar-Nominierung als „Bester Nebendarsteller“ in Boogie Nights
- 1998: BAFTA-Nominierung als „Bester Nebendarsteller“ in Boogie Nights
- 1998: Golden Globe als „Bester Nebendarsteller“ in Boogie Nights
- 1998: Los Angeles Film Critics Association Award als „Bester Nebendarsteller“ in Boogie Nights
- 1998: National Society of Film Critics Award als „Bester Nebendarsteller“ in Boogie Nights
- 1998: Satellite Award als „Bester Nebendarsteller“ in Boogie Nights
- 2002: Nominierung für die Goldene Himbeere als „Schlechtester Nebendarsteller“ für Driven
- 2002: Nominierung für die Goldene Himbeere als „Schlechtestes Leinwandpaar“ für Driven (zusammen mit Sylvester Stallone)
- 2006: Goldene-Himbeere-Nominierung als „Schlechtester Nebendarsteller“ in Ein Duke kommt selten allein und Spiel ohne Regeln
- 2007: World Stunt Award für das Lebenswerk
- 2009: Goldene-Himbeere-Nominierung als „Schlechtester Nebendarsteller“ in All in – Alles oder nichts und Schwerter des Königs – Dungeon Siege

## Deutsche Synchronstimmen
In den deutschen Fassungen seiner Filme wird er überwiegend von Norbert Langer gesprochen. In den letzten Jahrzehnten wurde er aber auch oft von anderen Sprechern synchronisiert, darunter Manfred Seipold, Christian Brückner, Rolf Schult, Thomas Fritsch, Manfred Schott und Gert Günther Hoffmann.

## Diskografie

### Alben
- 1973: Ask Me What I Am

### Singles
- 1973: Till I Get It Right / A Room For A Boy Never Used
- 1973: I Like Having You Around / She’s Taken A Gentle Lover
- 1980: Let’s Do Something Cheap & Superficial / Pickin’ Lone Star Style